# 都城市立西中学校
都城市立西中学校（みやこのじょうしりつ にしちゅうがっこう）は、宮崎県都城市梅北町にある公立の中学校。

## 概要
歴史
1987年（昭和62年）創立。2022年（令和4年）には創立35周年を迎えた。
校章
中央に校名の「西中」の文字（縦書き）を配している。
校歌
作詞は久味木福市、作曲は上久保寿名雄による。歌詞は3番まであり、各番の歌詞中に校名の「西中」が登場する。
通学区域
- 都城市立西小学校区
- 都城市立明和小学校区（一部）[2]

## 沿革
- 1987年（昭和62年）4月1日 - 「都城市立西中学校」（現校名）が開校[1]。

## 交通アクセス
最寄りの鉄道駅
- JR九州 日豊本線 「西都城駅」・「五十市駅」

最寄りのバス停留所
- 宮崎交通バス（宮交バス）「西中学校前」停留所

最寄りの幹線道路
- 国道10号（都城志布志道路・都城道路）「横市IC」

## 周辺
- みやこばるこども園
- 都原簡易郵便局
- 宮崎県立都城さくら聴覚支援学校